# Jan Oberndorff
Jan Oberndorff (* 1965 in Itzehoe) ist ein deutscher Schauspieler, Regisseur und Dozent.

## Leben
Der 1965 in Itzehoe geborene Jan Oberndorf besuchte ab 1987 den ersten angebotenen Studiengang an der neu gegründeten Schule für Schauspiel Hamburg. Nach dem Abschluss zog es ihn nach Berlin, wo er als freier Schauspieler arbeitete. 1996 gründete er in Berlin die Theatergruppe Männerensemble, in der alle Rollen mit Männern besetzt wurden. Bereits mit seiner ersten Regiearbeit mit Romeo und Julia von William Shakespeare verzeichnete er einen großen Erfolg.
Ab 1999 arbeitete Jan Oberndorff als Gastdozent an der Schule für Schauspiel Hamburg. Neben mehreren Regiearbeiten an diversen Theatern, übernahm er außerdem Gastdozenturen unter anderem in Wien, Zürich, Weimar und München. Seit 2011 ist Jan Oberndorff Mitglied des Leitungsteams der Schule für Schauspiel Hamburg. Auch in der neuen, seit Januar 2020 bestehenden dreiköpfigen Geschäftsführung ist er wieder als künstlerischer Leiter vertreten.

## Filmografie
- 1992: Begräbnis einer Gräfin (Fernsehfilm)
- 1994: Großstadtrevier (Fernsehserie, 1 Episode)
- 1998: Alarm für Cobra 11 – Die Autobahnpolizei (Fernsehserie, 1 Episode)

## Theater (Regie)
- 1997: William Shakespeare: Romeo und Julia (Berliner Männerensemble, Theater zerbrochene Fenster Berlin)
- 1998: Carlo Goldoni: Krach in Chiozza (Berliner Männerensemble, Theater zerbrochene Fenster Berlin)
- 1999: Euripides: Die Bakchen (Berliner Männerensemble, Theater zerbrochene Fenster Berlin)
- 1999: Tim Luscombe: The One You Love (Berliner Männerensemble, Baracke Deutsches Theater Berlin)
- 1999: Georg Büchner: Lenz (Berliner Männerensemble)
- 2000: Federico García Lorca: Bernarda Albas Haus (Berliner Männerensemble, Sophiensäle Berlin)
- 2001: Terrence McNally: Corpus Christi (Berliner Männerensemble, Theater zerbrochene Fenster)
- 2001: William Shakespeare: Ein Sommernachtstraum (Lichthof Theater Hamburg)
- 2001: Jerry Herman/Harvey Fierstein: La Cage aux Folles (Volkstheater Rostock)
- 2003: Uwe Jens Jensen/Hansgeorg Koch: Unsere Republik (Landestheater Tübingen)
- 2003: Hugo von Hofmannsthal: Jedermann (Landestheater Tübingen)
- 2004: Thomas Zaufke/Peter Lund: Babytalk (Theater für Hildesheim)
- 2004: John Kander/Joe Masteroff: Cabaret (Theater für Hildesheim)
- 2005: Sergi Belbel: Nach dem Regen (Schule für Schauspiel Hamburg)
- 2007: Friedrich Schiller: Kabale und Liebe (Wiener Konservatorium)
- 2012: William Shakespeare: Romeo und Julia  (Schule für Schauspiel Hamburg – Studiobühne)
- 2013: Molière Der Menschenfeind (Schule für Schauspiel Hamburg – Studiobühne)
- 2014: Igor Bauersima: Norway Today (Schule für Schauspiel Hamburg – Altonaer Theater)
- 2014: Patrick Marber: Hautnah (Schule für Schauspiel Hamburg – Studiobühne)
- 2014: Martin Sperr: Jagdszenen aus Niederbayern (Schule für Schauspiel Hamburg – Studiobühne)
- 2015: Roland Schimmelpfennig: Push Up 1-3 (Schule für Schauspiel Hamburg – Studiobühne)

## Auszeichnungen
- 1996: Kritikerpreis der Berliner Zeitung für die Regie von Romeo und Julia mit dem Männerensemble